# 范忠良

范忠良主教牧徽

范忠良（英語：Josephus Vei Zong Leong，S.J.，1918年1月13日—2014年3月16日），圣名若瑟，耶稣会会士。罗马教廷委任的天主教上海教区正权主教（2000年－2014年），天主教中国大陆主教团主席。但不获中华人民共和国政府承认。

## 晉升司鐸
1951年5月31日，范忠良被当时的上海教区主教龚品梅祝聖为神父。
1952年，范忠良被龚品梅主教任命为备修院（圣心修院）理院。1955年，又改任教区大修院（母心修院）理院。
1955年9月8日，中共政府对天主教上海教区采取镇压行动（天主教内称为『九·八』教难），龚品梅主教和包括范忠良、金鲁贤在内的一大批神父同时以反革命罪名被捕入狱。1958年，范忠良因拒绝承认中国天主教爱国会，被判处20年徒刑，押往青海省服刑，在青海坟场从事搬运尸体的工作。1978年，范忠良的20年刑期已满，由于回沪政策没有落实，被留在青海劳改农场就业，担任干部子弟学校高中部教师，教授英语课和化学课。

## 晉升主教
1985年2月27日，范忠良由天主教秦州教區輔理主教陸振聲主教在甘肃甘谷县王彌祿主教家中秘密祝圣为天主教上海教区助理主教。同年的1月27日，金鲁贤也在上海由爱国会主教张家树（教廷不承认、施以绝罚）祝圣为上海教区“助理主教”，属于自选自圣，为爱国会所承认，但没有得到教宗的任命和批准。同年8月，因所在教学的高中部停办，他回上海外甥女家探亲，就一直留下居住。
1988年，张家树去世，金鲁贤成为爱国会的上海教区正权主教。同年，龚品梅主教获准出国，此后上海教区形成“忠贞教会”主教范忠良和爱国会主教金鲁贤2位主教并立的情况。（后来，金鲁贤也获得教廷承认为范忠良的助理主教）
2000年3月12日，龚品梅主教在美国康涅狄格州史坦佛市去世，范忠良遂接任龚品梅主教的上海教区正权主教职位，以及苏州教区、南京总教区署理主教，不过未获中国政府承认，并且常年受到监视。范忠良还是地下教会的天主教中国大陆主教团团长。
2005年以后，关于年事已高的范忠良主教的身体状况，多有传闻，而金鲁贤也在媒体上宣布范忠良主教患有阿尔兹海默症的消息

。

## 去世
2014年3月16日17时58分，被软禁中的范忠良主教在上海市徐汇区凌云新村的出租房内逝世。随后即有国内安全保卫民警上门，要求将范忠良主教的遗体拉走。在场教友的维护，以及和国保人员的商议下，遗体最终在3月17日凌晨零点被运往益善山庄，并将接受两天的公开吊唁，两天内在殡仪馆共举行了十二台追思弥撒。但据当事教友称，当晚殡仪馆将遗体运至益善山庄后，政府人员随即离开，将不知所措的随同教友留在殡仪馆。
3月22日，在益善殡仪馆大厅及广场上大约五千多名上海和来自全国各地的神长教友参加了为范忠良主教举行的隆重的追思弥撒圣祭及告别仪式。耶稣会士朱育德神父（圣名若瑟）主持了圣祭礼仪和告别礼，六十余位司铎共祭。全国各地各教区、团体敬献花篮，还有领事馆成员参加，在讲道后，宣读了梵蒂冈及各教区、团体和个人代表发来的吊唁信。
因各方面因素，范忠良主教的遗体火化后其骨灰一直未能落葬，终于在2024年1月17日，范主教去世的第十年，他的骨灰落葬于上海福寿园内。